# 15041 Paperetti
15041 Paperetti (1998 XB5) là một tiểu hành tinh vành đai chính được phát hiện ngày 8 tháng 12 năm 1998 bởi L. Tesi và A. Boattini ở San Marcello Pistoiese.